# سيبو بوال
أرماندو سيبوتو بوال أكويرياكو (بالإسبانية: Sipo Bohale)‏ (مواليد 21 إبريل 1988)، يعرف بـسيبو، هو لاعب كرة قدم غيني استوائي في مركز الظهير الأيسر أو قلب الدفاع.

## روابط خارجية
- سيبو بوال على موقع الاتحاد الدولي (مؤرشف)  (الإنجليزية)
- سيبو بوال على موقع ناشيونال فوتبول تيمز (الإنجليزية)
- سيبو بوال على موقع Soccerway.com (الإنجليزية)
- سيبو بوال على موقع AS.com (الإسبانية)
- صفحة اللاعب على سوكرواي